# Autoblinda Lince
Lancia Lince (с итал. — «Рысь») — итальянский разведывательный бронеавтомобиль времён Второй мировой войны.

## История создания
Фирмы Lancia разрабатывала специальный разведывательный бронеавтомобиль для Вооружённых сил Италии. За основу был взят британский автомобиль Daimler Scout Car, который прекрасно показал себя в роли разведчика и связной машины на Африканском театре военных действий. Первые трофейные машины прибыли в Италию уже летом 1941 года. Но, ввиду того, что в это время вовсю шли работы над бронеавтомобилем Vespa-Caproni, дела с копированием британского прототипа шли крайне вяло. Работы по этой теме вошли в полную силу только летом 1942 года, когда стало ясно, что Vespa-Caproni не удалась.  
Первый прототип, в основном повторявший британский оригинал, вышел на испытания в ноябре 1942 года. На бронеавтомобиль установили V-образный 8-цилиндровый двигатель объемом 2,62 литра и мощностью 72 л.с. от легковой машины Lancia-Austura. После внесения ряда доработок, включая установку пулемёта Breda, позаимствованную с Autoblinda 41, 29 марта 1943 года было заказано 300 машин. Однако вследствие капитуляции Италии производство броневиков началось уже под контролем Германии. Получив обозначение Pz.Sp.Wg.Lince 202 (i), с февраля 1944 года их запустили в серию. Всего в 1944 году было собрано 100 штук и 28 в 1945. Части RSI, сторонники Муссолини, их получили крайне мало; практически все машины поступили в Вермахт. Воевали в основном в Италии и на Балканах. Так, бронемашины участвовали в поддержке итальянских парашютных дивизий «Фольгоре» и «Нембо» в битве под Монте-Кассино.
Некоторая часть бронемашин, пережившая войну, использовалась итальянской полицией.